# 吉姆·吉尔摩
詹姆斯·斯图尔特·“吉姆”·吉尔摩三世（英語：James Stuart "Jim" Gilmore III，1949年10月6日—）是一位共和黨籍的美国政治家，1998年至2002年间曾任弗吉尼亚州州长。他曾短暂为2008年美国总统选举提名进行竞选运动，但在2007年7月宣布退选，成为第一个退选的共和党员。
| 前任： 史蒂芬·羅森塔爾 | 弗吉尼亚州总检察长 1994年—1998年 | 繼任： 理查·卡倫 |
| 前任： 喬治·艾倫       | 弗吉尼亚州州长 1998年—2002年     | 繼任： 马克·沃纳 |

1. ↑  . National Governors Association. 2018-01-13  [2024-10-18]. （原始内容存档于2025-01-15）.